# Tecnologia de enrolamento de bobinas
Enrolamento de bobinas consiste na área de manufatura eletrônica dedicada aos métodos e técnicas de enrolamento de um condutor elétrico (fio isolado ou trançado) de modo a formar um enrolamento.
A estrutura geométrica de um único enrolamento ou vários enrolamentos ou camadas, como um todo, cria uma concentração de propriedade elétrica concentrada. Bobinas pode ser usadas como atuadores (eletroímãs, transformadores, motores elétricos, componentes de osciladores de bobinas, relés) ou sensores (antena, microfone dinâmico, dispositivos de medição, etc.). O enrolamento de atuadores, como estatores ou rotores pode ser chamado também de bobinas. A técnica de enrolamento determina as propriedades fundamentais de componentes eletromecânicos com enrolamentos. O enrolamento de bobinas pode ser estruturado em vários grupos, de acordo com o tipo e a geometria da bobina.

## Princípios de procedimento para estruturas de enrolamento

### Definição
Com a finalidade de miniaturização e economia de materiais de poupança (como, por exemplo, cobre), é necessário manter as dimensões geométricas da bobina tão pequenas quanto possível. A razão entre a quantidade de condutores elétricos inseridos - incluindo a camada de isolamento - e o espaço disponível para a bobina é chamada de fator de preenchimento mecânico
Para determinar o fator de preenchimento, a quantidade de seções transversais do condutor, incluindo os seus isolamentos, é relacionada com o espaço disponível de acordo com a equação:
{\displaystyle }
{\displaystyle } - Diâmetro do fio, incluindo o verniz isolante

{\displaystyle } - Número de enrolamentos
{\displaystyle } - Seção transversal do corpo da bobina

Para fios circulares, pode ser visto que um enrolamento geometricamente ordenado resulta em menos lacunas de ar, o que leva a um maior fator de preenchimento. Um fator de preenchimento elevado, por sua vez, aumenta a eficiência do dispositivo elétrico e melhora a condutividade térmica do enrolamento. Um enrolamento fabricado de forma otimizada é definido como aquele no qual os fios da camada superior estão nos sulcos da camada inferior por pelo menos 300 graus da circunferência do fio. Os fios formam um empacotamento condensado chamado de "enrolamento ortocíclico". Devido ao fato de um fio circular criar espaços de ar que não são eletricamente usados, o fator de preenchimento é sempre menor que um. De modo a alcançar fatores de preenchimentos altos, condutores retangulares ou achatados podem ser empregados. Estes últimos podem ser enrolados nas posições horizontal ou vertical. 

### Enrolamento desordenado
Com este tipo de estrutura de enrolamento, apenas baixos fatores de preenchimento podem ser alcançados. O posicionamento aleatório dos condutores produz uma distribuição mais espaçada do comprimento de fio resultante no corpo da bobina e, consequentemente, uma faixa maior de resistência elétrica. Enrolamentos desordenados podem ser criados de maneira homogênea ao se utilizar uma taxa de  alimentação do fio de 1,5 a 3 vezes o diâmetro do fio. Outro propósito desta configuração é prevenir o deslizamento do condutor para áreas mais baixas do enrolamento nas quais, devido a grandes diferenças de potencial, pode ocorrer um curto-circuito elétrico.
Apesar de suas muitas desvantagens, este enrolamento pode ser visto como o mais comum e econômico na produção em massa. Ele é caracterizado pela baixa demandas de máquinas e operadores e pode ser enrolado com velocidades muito altas. Eles são aplicados principalmente em bobinas de relés e contactores, pequenos transformadores, bobinas de ignição e assim por diante, ou geralmente  em dispositivos com fios de diâmetro relativamente pequeno, até 0,05 mm. Fatores de preenchimento de 73% a 80% podem ser alcançados com o uso de condutores circulares. Estes valores são menores ao fator de 90,7% que pode ser obtido com o enrolamento ortocíclico. A altura do enrolamento pode ser estimada usando-se a fórmula:
{\displaystyle }
{\displaystyle } - Diâmetro do fio, incluindo o isolamento
{\displaystyle } - Número de enrolamentos
{\displaystyle } - Largura do enrolamento

### Enrolamento helicoidal

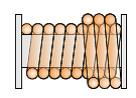
Enrolamento helicoidal

Os fios são dispostos de forma helicoidal em cada camada. Devido à direção de movimento de uma camada para outra mudar entre a mão direita e a mão esquerda, os fios cruzam e se encaixam dentro da lacuna da camada de baixo. Não há fio para orientar a camada inferior. Se o número de camadas excede um determinado limite, a estrutura não pode ser mantida e o enrolamento se torna desordenado. Isso pode ser evitado com o uso de uma camada isolante, a qual é necessária de qualquer forma quando a diferença de tensão entre as camadas que excede rigidez dielétrica do isolamento dos fios.

### Enrolamento ortocíclico

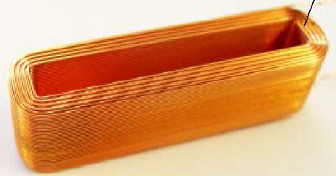
Enrolamento ortocíclico de uma bobina retangular para motor

Este tipo de estrutura enrolamento estrutura cria um ótimo fator de preenchimento (90.7%). Para tanto, os enrolamentos de cada camada devem ser posicionados nos sulcos fornecidos pela camada inferior. Se os círculos se sobrepõem, pode ser visto que o design mais compacto pode ser conseguido por meio de um arranjo com um ângulo de 60 graus. A proporção entre o espaço necessário e a parte do círculo pode ser determinada matematicamente.
O melhor uso do espaço pode ser alcançado se o enrolamento é paralelo ao flange da bobina na maior parte do seu perímetro, a fim de cumprir o requisito afirmado anteriormente. Quando o condutor tiver sido colocado ao redor do corpo da bobina, ele vai se encontrar com o fio anteriormente posicionado e precisa dar um degrau com o tamanho do diâmetro do fio. Esse movimento é chamado de passo de enrolamento. O passo de enrolamento pode ocupar uma área de até 60 graus da  circunferência da bobina, para bobinas circulares, e toma um lado de bobinas retangulares. A área do passo de enrolamento depende da bitola do fio e da geometria da bobina. 
Se o enrolamento de passo não pode ser executado corretamente, a habilidade do condutor se auto-ordenar e perdida e o enrolamento se torna desordenado. 
No geral, o primeiro fio transposto, determina a localização e a qualidade do passo de enrolamento. A experiência tem mostrado que, dependendo dos diâmetros do fio e da bobina, a seção de cruzamento ocupa uma altura de 5% a 10% maior que a altura normal do enrolamento.